# ونتنس
ونتنس (به اسپانیایی: Ventanas) یک عوارض جغرافیایی در اکوادور است که در استان لوس ریوس واقع شده‌است.

## خصوصیات
ونتنس ۳۸٬۱۶۸ نفر جمعیت دارد.